# Екзорсистът: Вярващият
„Екзорсистът: Вярващият“ (на английски: The Exorcist: Believer) е американски свръхестествен филм на ужасите от 2023 г. на режисьора Дейвид Гордън Грийн, който е съсценарист с Питър Сатлър. Това е шестият филм от поредицата „Заклинателят“ и е директно продължение на „Заклинателят“ (1973). Във филма участват Лесли Одом младши, Ан Дауд, Дженифър Нетълс, Норбърт Лио Бъц, Лидя Джуит, Оливия Маркъм и Елън Бърстин. Снимките на филма се провеждат между ноември 2022 г. и март 2023 г.
Филмът излиза по кината в Съединените американски щати на 13 октомври 2023 г.